# Girl, Interrupted (phim)
Girl, Interrupted là một phim chính kịch Mỹ sản xuất năm 1999 về 18 tháng ở viện tâm thần của một thiếu niên, có sự tham gia của Winona Ryder, Brittany Murphy, Angelina Jolie, Whoopi Goldberg và Vanessa Redgrave, với Jolie nhận được một Giải Oscar cho diễn xuất của mình.
Bộ phim chuyển thể từ tiểu thuyết cùng tên của Susanna Kaysen, viết về ký ức của chính bà. James Mangold đạo diễn cho phim, và ông cùng với Anna Hamilton Phelan và Lisa Loomer viết kịch bản cho phim.

## Diễn viên
- Winona Ryder vai Susanna Kaysen
- Angelina Jolie vai Lisa Rowe
- Clea DuVall vai Georgina Tuskin
- Brittany Murphy vai Daisy Randone
- Elisabeth Moss vai Polly "Torch" Clark
- Travis Fine vai John
- Jared Leto vai Tobivai "Toby" Jacobs
- Jeffrey Tambor vai Bác sĩ Melvin Potts
- Vanessa Redgrave vai Bác sĩ Sonia Wick
- Whoopi Goldberg vai Valerie Owens
- Angela Bettis vai Janet Webber
- Jillian Armenante vai Cynthia Crowley
- Joanna Kerns vai Annette Kaysen
- Bruce Altman vai Professor Gilcrest
- Mary Kay Place vai Barbara Gilcrest
- Ray Baker vai Carl Kaysen
- KaDee Strickland vai Bonnie Gilcrest
- Larry Graeff vai the head grounds keeper.
- Kurtwood Smith vai Bác sĩ Crumble
- Alison Claire vai Y tá Gretta
- Misha Collins vai Tony